# قیام خملنیتسکی
قیام خملنیتسکی شورش کازاکها در اوکراین بود که میان سال‌های ۱۶۴۸-۱۶۵۷ میلادی رخ داد و به تدریج به جنگ استقلال اوکراین از لهستان تبدیل شد. کازاکها تحت فرماندهی هتمان بوگدان خملنیتسکی با همراهی تاتارهای کریمه و نیروهای دهقانی، به لشکریان مشترک‌المنافع لهستان-لیتوانی هجوم بردند. نتیجهٔ این جنگ، پایان کنترل و سیطرهٔ لهستانی‌ها و یهودیان بر اوکراین و نیز اتمام تسلط عقایدی همچون قرائیم در این کشور شد. این قیام نوعی ارتباط نمادین میان اوکراین و روسیه را به نمایش گذارد. کازاکها که از تزار روسیه کمک خواسته بودند، موافقت کردند که در صورت پیروزی بر لهستان، اوکراین شرقی را به قلمرو روسیه منضم سازند و به این قول خود جامهٔ عمل پوشانیدند. طبق گفته‌های تاراس شوچنکو، این جنگ باعث اسارت مردم اوکراین در چنگال روس‌ها گردید.
این قیام در ابتدا با شورش کازاکها آغاز شد اما به مرور زمان که بخش اعظم جمعیت ارتدوکس اوکراین در برابر حاکمان کاتولیک لهستانی به کازاکها پیوستند، درگیری‌ها شکلی مذهبی به خود گرفت. قیام سرانجام با پیروزی کازاکها و پیوستن اوکراین شرقی به قلمرو روسیه تزاری پایان گرفت. پیروزی شورشیان در اوکراین، وجهه و اعتبار لهستان را به عنوان یک ابرقدرت درهم شکست و از سویی دیگر منجر به ضعف این کشور در مقابل همسایگانش نظیر روسیه و سوئد گردیده و واقعهٔ سیل (تاریخ لهستان) را به دنبال داشت.

## پس‌آمدها
در عرض چند ماه تقریباً همه اشراف لهستانی، مقامات و کشیش‌ها از میان رفتند یا از سرزمین‌هایی که امروز اوکراین است به بیرون رانده شدند. تلفات جمعیت مشترک‌المنافع در این قیام بیش از یک میلیون نفر بود. علاوه بر این، نتیجهٔ این قیام برای یهودیان زیان قابل توجهی داشت چون در آن زمان آنها بیشترین و بزرگ‌ترین نمایندگان و طرف‌دارانِ در دسترس از رژیم شلختا بودند.